# Orectochilini
Los orectoquilinos (Orectochilini) son una tribu de coleópteros adéfagos  perteneciente a la familia Gyrinidae. 

## Géneros
Tiene los siguientes géneros.
- Gyretes - Orechtochilus - Orectogyrus[1]